# HD 34445
HD 34445 is een ster in het sterrenbeeld Orion (Orion). De ster is van het type G en heeft zes bevestigde exoplaneten. De ster is net iets groter dan de Zon en ligt op een afstand van 148 lichtjaar. 

## Planetenstelsel
Het planetenstelsel van de ster werd ontdekt in 2004 na het vinden van gasreus HD 34445 b, maar werd pas definitief bevestigd in 2009. In 2017 werden de exoplaneten HD 34445 c, d, e, f en g bevestigd.
| Planeet | Massa               | Halve lange as (AE) | Omlooptijd (dagen) | Excentriciteit | Straal |
| ------- | ------------------- | ------------------- | ------------------ | -------------- | ------ |
| b       | ≥0,629 ± 0,028 MJ   | 2,075 ± 0,016       | 1056,7             | 0,014 ± 0,035  | —      |
| c       | ≥0,168 ± 0,016 MJ   | 0,7181 ± 0,0049     | 214,67             | 0,036 ± 0,071  | —      |
| d       | ≥0,097 ± 0,13 MJ    | 0,4817 ± 0,0033     | 117,87             | 0,027 ± 0,051  | —      |
| e       | ≥0,0529 ± 0,0089 MJ | 0,2687 ± 0,0019     | 49,18              | 0,090 ± 0,062  | —      |
| f       | ≥0,119 ± 0,021 MJ   | 1,543 ± 0,016       | 676,8              | 0,031 ± 0,057  | —      |
| g       | ≥0,38 ± 0,13 MJ     | 6,36 ± 1,02         | 5700               | 0,032 ± 0,080  | —      |